# Нуклеопротеїни
Нуклеопротеїни (або нуклеопротеїди) — складні білки, комплекси нуклеїнових кислот (ДНК або РНК) з білками. Залежно від типу нуклеїнової кислоти поділяються на дезоксирибонуклеопротеїни та рибонуклеопротеїни. До нуклеопротеїнів відносяться стійкі комплекси нуклеїнових кислот з білками, що тривалий час існують в клітці у складі органел або структурних елементів клітини на відміну від різноманітних короткоживучих проміжних комплексів білок —нуклеїнова кислота (комплекси нуклеїнових кислот з ферментами —синтетазами і гідролазами — при синтезі і деградації нуклеїнових кислот, комплекси нуклеїнових кислот з регуляторними білками тощо).

## Структура і стійкість

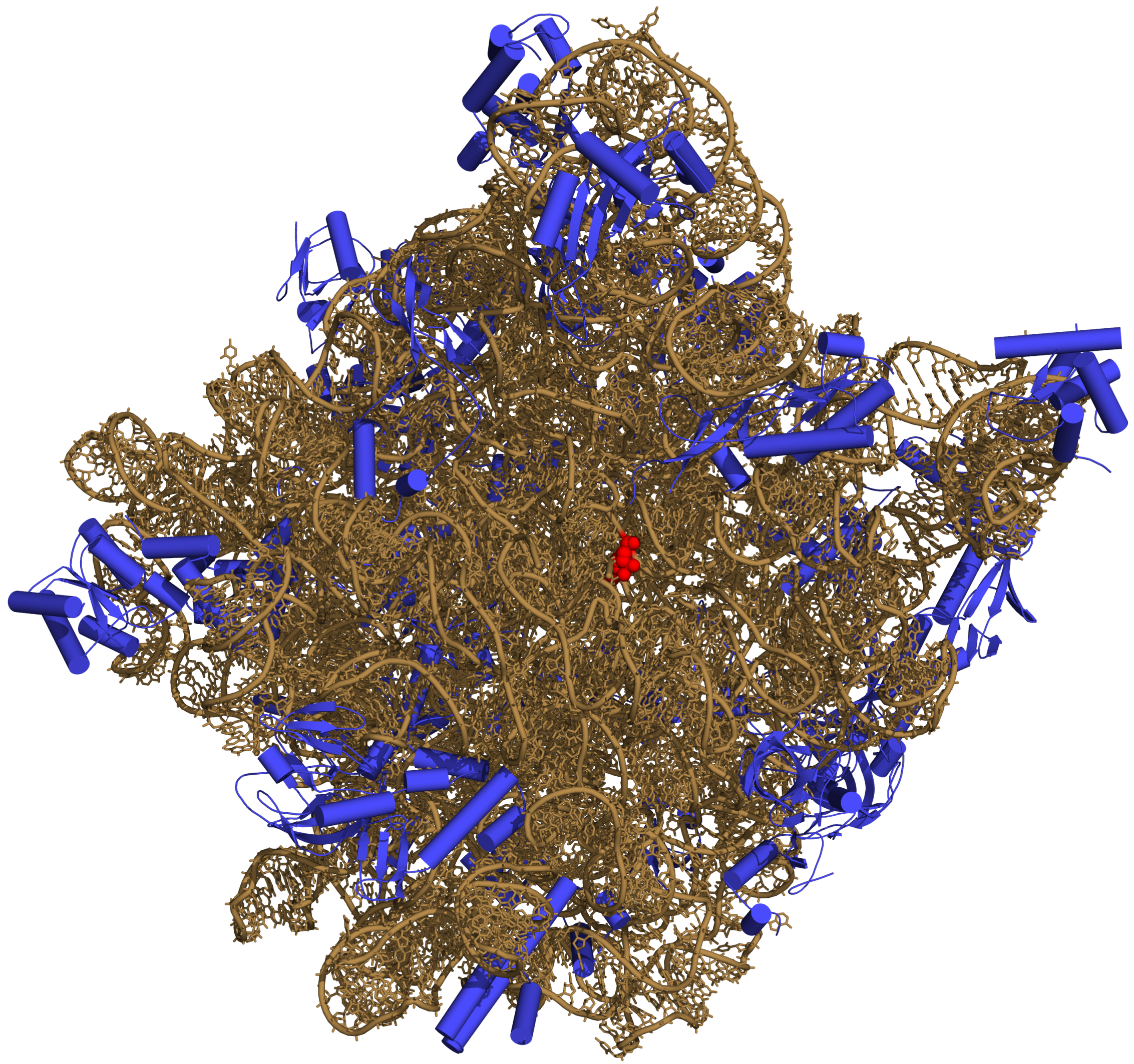
Нуклеопротеїдний комплекс — субчастинка 50S рибосом бактерій.
Жовтим показана рРНК, синім — білки.

Залежно від типу складових нуклеопротеїдних комплексів нуклеїнових кислот розрізняють рибонуклеопротеїни і дезоксирибонуклеопротеїни.
Стійкість нуклеопротеїдних комплексів забезпечується нековалентною взаємодією. У різних нуклеопротеїдів для забезпечення стабільності комплексу вносять внесок різні типи взаємодій, при цьому нуклеїново-білкові взаємодії можуть бути специфічними і неспецифічними. У разі специфічної взаємодії певна ділянка білка пов'язана із специфічною (комплементарною) нуклеотидною послідовністю, в цьому випадку внесок водневих зв'язків, що утворюються між нуклеотидними і амінокислотними залишками завдяки просторовій взаємній відповідності фрагментів, максимальний. У разі неспецифічної взаємодії основний внесок у стабільність комплексу вносить електростатична взаємодія негативно заряджених фосфатних груп поліаніона нуклеїнової кислоти з позитивно зарядженими амінокислотними залишками білка.
Прикладом специфічної взаємодії можуть служити нуклеопротеїдні комплекси рРНК — субодиниці рибосом; неспецифічна електростатична взаємодія характерна для хромосомних комплексів ДНК — хроматину з гістонами і комплексів ДНК-протаміни головок сперматозоїдів деяких тварин.
Нуклеопротеїни дисоціюють на білки і нуклеїнові кислоти при дії агентів, що руйнують або ослабляють нековалентні зв'язки:
- підвищені концентрації солей або сечовини, що збільшують іонну силу розчину
- іоногені поверхнево-активні речовини
- деякі полярні органічні сполуки (формамід і діметилформамід, фенол тощо).

Деякі нуклеопротеїни (рибосомні субчастинки, нуклеокапсиди вірусів) мають здатність самозбирання, тобто формування, за відповідних умов, нуклеопротеїдів in vitro без участі клітинних структур або агентів; таке самозбирання можливе у разі специфічних нуклеїново-білкових взаємодій (нуклеїново-білковому розпізнаванні). У будь-якому випадку, при утворенні нуклеопротеїдів відбуваються істотні конформаційні зміни нуклеїнових кислот і, в деяких випадках, білків, що утворюють нуклеопротеїдний комплекс.

## Поширеність і біологічна роль

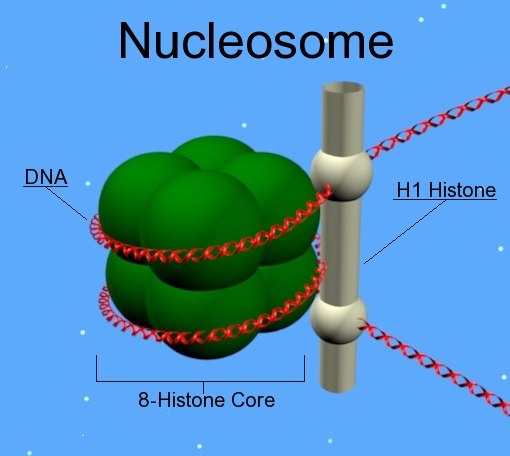
Комплекс нуклеосоми з гістоном H1.

Найсильніших конформаційних змін при утворенні нуклеопротеїдів зазнають нуклеїнові кислоти, і ці зміни найістотніші у разі утворення дезоксирибонуклеопротеїдів. На відміну від одноланцюжкової РНК, здатної утворювати вторинні і третинні структури за рахунок антипаралельного комплементарного спаровування суміжних відрізків ланцюга, дволанцюжкова ДНК такої можливості не має й існує в розчинах у вигляді значного більш «рихлих», в порівнянні з компактними глобулами РНК, клубків. Проте пов'язування ДНК з сильноосновними білками (гістонами і протамінами) за рахунок електростатичної взаємодії приводить до значно щільніше упакованих нуклеопротеїдних комплексів — хроматину, що забезпечує компактне зберігання ДНК і, відповідно, спадкової інформації у складі хромосом еукаріотів. З іншого боку, велика конформаційна рухливість РНК і її каталітичні властивості приводять до великої різноманітності рибонуклеопротеїдів, що виконують різні функції.

### Дезоксирибонуклеопротеїди
- Хроматин — комплекс ДНК з гістонами в клітинах еукаріотів. За рахунок електростатичної взаємодії нитка ДНК здійснює подвійний оберт навколо октамеру гістонного комплексу H2a, H2b, H3 і H4, утворюючи нуклеосоми, сполучені ниткою ДНК. При приєднанні до комплексу гістону H1 шість нуклеосом утворюють кільцеподібний комплекс, в результаті відбувається конденсація хроматину з утворенням фібрілярної структури, яка далі при приєднанні топоізомерази II і ряду допоміжних білків здатна конденсуватися в гетерохроматин. ДНК, зв'язана в такому нуклеопротеїдному комплексі, не транскрибуєтся.
- Нуклеопротаміни - комплекс ДНК з протамінами в сперматозоїдах хребетних, молюсків і деяких комах. За рахунок високої основності протамінов і їх меншого, у порівнянні з гистонами, розміру, ДНК в нуклеопротамінах упакована значно щільніше, ніж у соматичних клітинах. Внаслідок утворення нейтрального комплексу ДНК з протамінами нуклеопротаміни утворюють щільні тороїдальні структури, що містять ~ 50 K пар основ, які з'єднані короткими ділянками ДНК, що зв'язуються з ядерним скелетом. У свою чергу, тороіди при конденсації нуклеопротаміна утворюють фібрили, в яких вони упаковані «стопкою». Така щільна організація нуклеопротамінов забезпечує захист ДНК сперматозоїдів від зовнішніх факторів.
- Окремим важливим класом дезоксирибонуклеопротеїдів є вірусні нуклеопротеїни. Для реплікації генетичного матеріалу ДНК-вмісних вірусів необхідне перенесення вірусної ДНК в ядро клітини, такий транспорт і проникнення в ядро здійснюються у вигляді нуклеопротеїдних комплексів, білки яких несуть специфічні ділянки — сигнали ядерної локалізації (Nuclear Localization Signal, NLS), що забезпечують транспорт через ядерні пори.

### Рибонуклеопротеїни
У клітинах в найбільших кількостях містяться два класи рибонуклеопротеїдів:
- Нуклеопротеїдні комплекси рибосомних РНП (рРНП) — субодиниці рибосом — органел, на яких відбувається трансляція мРНК. Рибосоми є агрегатами з двох різних рРНП-субодиниць.
- Малі ядерні рибонуклеопротеїни (мяРНП) — нуклеопротеїдні комплекси малих ядерних РНК, що є субодиницями сплайсосом (учасників сплайсингу ядерних транскриптів — попередників зрілих мРНК).
- Нуклеопротеїдні комплекси мРНК — матричні рибонуклеопротеїни (мРНП), також відомі як інформосоми. Біологічна роль мРНП вельми різноманітна: вони ймовірно беруть участь у транспорті мРНК, стабілізації (захисту від деградації при транспорті) і регуляції трансляції. мРНП також є хімічно найрізноманітнішим класом нуклеопротеїдів і їхня різноманітність визначається транскриптомом, тобто сукупністю мРНК, що синтезуються в клітині.

### Нуклеокапсиди вірусів

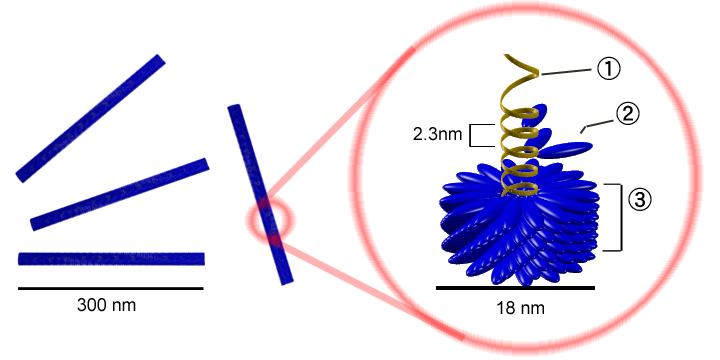
Ниткоподібний нуклеокапсид вирусу тютюнової мозаїки:
1 — РНК, 2 — білкова субодиниця, 3 — упакований нуклеокапсид.

Нуклеокапсиди вірусів є достатньо щільно упакованими комплексами білків з нуклеїновою кислотою (ДНК або РНК у ретровірусів) і як функціонально, так і структурно близькі до хроматину, будучи компактною формою вірусного геному.
Існує два основні типи нуклеокапсидних структур: паличкоподібна (ниткоподібна) або сферична («ізометрична»). У першому випадку зв'язані білкові субодиниці періодично розташовуються уздовж нитки нуклеїнової кислоти таким чином, що вона згортається в спіраль, утворюючи свого роду «інвертовану нуклеосому», в якій, на відміну від нуклеосом еукаріотів, білкова частина розташована не усередині, а зовні структури. Така структура нуклеокапсидов типова для вірусів рослин (зокрема, вірусу тютюнової мозаїки) і міксо-, параміксо- і рабдовірусів, нуклеокапсиди яких мають спіральну форму.
У ізометричних структурах упаковка нуклеїнової кислоти вірусного генома складніша: білки оболонки нуклеокапсиду відносно слабо пов'язані з нуклеїновою кислотою або нуклеопротеїдами, що накладає мінімум обмежень на спосіб упаковки нуклеїнової кислоти. Нуклеопротеїни «серцевини» при цьому можуть бути вельми складно організовані: так, в паповавірусах двланцюжкова кільцева ДНК, зв'язуючись з гістонами, утворює структури, дуже схожі на нуклеосоми.